# BinckBank Tour 2018
La 14e édition du BinckBank Tour a lieu du 13 au 19 août 2018. C'est la 29e course de l'UCI World Tour 2018.

## Présentation

### Organisation
Le BinckBank Tour est organisé par la société Golazo, également à la tête du Tour de Belgique, des Six jours de Gand et du marathon de Rotterdam. Binckbank, entreprise néerlandaise de courtage en bourse, s'engage comme sponsor éponyme à partir de 2017 pour une durée de cinq ans. Elle prend la suite d'Eneco, sponsor de 2005 à 2016,.

### Parcours
La course débute à Heerenveen. La première étape parcourt le sud de la province de Frise, au nord des Pays-Bas, et se termine par un circuit autour de Bolsward, ville d'arrivée. Le lendemain a lieu le contre-la-montre, sur 12,7 km autour de Venray, dans le nord de la province néerlandaise de Limbourg. La course arrive en Belgique à l'occasion de la troisième étape, entre Aalter (Flandre-Orientale) et Anvers. Comme en 2016 et 2017, une étape est disputée entre les villes de Flandre-Occidentale de Blankenberge, sur la côte, et Ardoye, qui accueille des arrivées de la course chaque année depuis 2012. Également ville d'arrivée lors des deux éditions précédentes, Lanaken (Limbourg) accueille l'arrivée de cinquième étape, partie de Leeuw-Saint-Pierre (Brabant flamande). Il s'agit de la quatrième et dernière étape en ligne présentant un parcours plat. Les deux dernières ont un profil plus accidenté. La cinquième étape est disputée dans le Limbourg, en Belgique et aux Pays-Bas. Le départ est donné à Riemst, l'arrivée jugée à Sittard et le parcours emprunte des difficultés de l'Amstel Gold Race. La sixième et dernière étape part des Lacs de l'Eau d'Heure, en région wallonne, et se termine par trois tours et demi d'un circuit autour de la ville d'arrivée, Grammont (Flandre-Orientale), passant par le mur de Grammont et le Bosberg.

### Équipes
Le BinckBank Tour faisant partie du calendrier de l'UCI World Tour, les dix-huit « World Teams » y participent.  Cinq équipes continentales professionnelles ont reçu une invitation.
| WorldTeams (18)- AG2R La Mondiale - Astana - Bahrain-Merida - BMC Racing Team - Bora-Hansgrohe - Dimension Data - EF Education First-Drapac p/b Cannondale - Groupama-FDJ - Katusha-Alpecin - Lotto NL-Jumbo - Lotto Soudal - Mitchelton-Scott - Movistar Team - Quick-Step Floors - Sky - Team Sunweb - Trek-Segafredo - UAE Team Emirates Équipes continentales professionnelles (5)- Roompot-Nederlandse Loterij - Sport Vlaanderen-Baloise - Vérandas Willems-Crelan - Wanty-Groupe Gobert - WB-Aqua Protect-Veranclassic |
| |

## Étapes
| Étape     | Date    | Villes étapes                    | type                        | Distance (km) | Vainqueur d'étape   | Leader du classement général |
| --------- | ------- | -------------------------------- | --------------------------- | ------------- | ------------------- | ---------------------------- |
| 1re étape | 13 août | Heerenveen – Bolsward            | étape de plaine             | 177,3         | Fabio Jakobsen      | Fabio Jakobsen               |
| 2e étape  | 14 août | Venray – Venray                  | contre-la-montre individuel | 12,7          | Stefan Küng         | Stefan Küng                  |
| 3e étape  | 15 août | Aalter – Anvers                  | étape de plaine             | 166           | Taco van der Hoorn  | Matej Mohorič                |
| 4e étape  | 16 août | Blankenberge – Ardoye            | étape de plaine             | 165,5         | Jasper Stuyven      | Matej Mohorič                |
| 5e étape  | 17 août | Leeuw-Saint-Pierre – Lanaken     | étape de plaine             | 209,2         | Magnus Cort Nielsen | Matej Mohorič                |
| 6e étape  | 18 août | Riemst – Sittard-Geleen          | étape vallonnée             | 182,2         | Gregor Mühlberger   | Matej Mohorič                |
| 7e étape  | 19 août | lacs de l'Eau d'Heure – Grammont | étape vallonnée             | 209,5         | Michael Matthews    | Matej Mohorič                |

## Déroulement de la course

### 1reétape
| \| Classement de l'étape \| Classement de l'étape \| Classement de l'étape \| Classement de l'étape \| Classement de l'étape \| \| Coureur \| Coureur \| Pays \| Équipe \| Temps \| \| --------------------- \| --------------------- \| --------------------- \| --------------------- \| --------------------- \| \| 1er \| Fabio Jakobsen \| Pays-Bas \| Quick-Step Floors \| 4 h 01 min 00 s \| \| 2e \| Marcel Kittel \| Allemagne \| Katusha-Alpecin \| + 0 s \| \| 3e \| Caleb Ewan \| Australie \| Mitchelton-Scott \| + 0 s \| \| 4e \| Kristoffer Halvorsen \| Norvège \| Team Sky \| + 0 s \| \| 5e \| Max Walscheid \| Allemagne \| Team Sunweb \| + 0 s \| \| 6e \| Dylan Groenewegen \| Pays-Bas \| LottoNL-Jumbo \| + 0 s \| \| 7e \| Matteo Pelucchi \| Italie \| Bora-Hansgrohe \| + 0 s \| \| 8e \| Timothy Dupont \| Belgique \| Wanty-Groupe Gobert \| + 0 s \| \| 9e \| Jasper Stuyven \| Belgique \| Trek-Segafredo \| + 0 s \| \| 10e \| Riccardo Minali \| Italie \| Astana \| + 0 s \| |                      |           |                     |                 |
| |                      |           |                     |                 |
| Source : ProCyclingStats |                      |           |                     |                 |
| Classement de l'étape |                      |           |                     |                 |
| Coureur | Coureur              | Pays      | Équipe              | Temps           |
| 1er | Fabio Jakobsen       | Pays-Bas  | Quick-Step Floors   | 4 h 01 min 00 s |
| 2e | Marcel Kittel        | Allemagne | Katusha-Alpecin     | + 0 s           |
| 3e | Caleb Ewan           | Australie | Mitchelton-Scott    | + 0 s           |
| 4e | Kristoffer Halvorsen | Norvège   | Team Sky            | + 0 s           |
| 5e | Max Walscheid        | Allemagne | Team Sunweb         | + 0 s           |
| 6e | Dylan Groenewegen    | Pays-Bas  | LottoNL-Jumbo       | + 0 s           |
| 7e | Matteo Pelucchi      | Italie    | Bora-Hansgrohe      | + 0 s           |
| 8e | Timothy Dupont       | Belgique  | Wanty-Groupe Gobert | + 0 s           |
| 9e | Jasper Stuyven       | Belgique  | Trek-Segafredo      | + 0 s           |
| 10e | Riccardo Minali      | Italie    | Astana              | + 0 s           |

| \| Classement général \| Classement général \| Classement général \| Classement général \| Classement général \| \| Coureur \| Coureur \| Pays \| Équipe \| Temps \| \| ------------------ \| -------------------- \| ------------------ \| ---------------------------- \| ------------------ \| \| 1er \| Fabio Jakobsen \| Pays-Bas \| Quick-Step Floors \| 4 h 00 min 50 s \| \| 2e \| Marcel Kittel \| Allemagne \| Katusha-Alpecin \| + 4 s \| \| 3e \| Elmar Reinders \| Pays-Bas \| Roompot-Nederlandse Loterij \| + 5 s \| \| 4e \| Dries De Bondt \| Belgique \| Verandas Willems-Crelan \| + 5 s \| \| 5e \| Caleb Ewan \| Australie \| Mitchelton-Scott \| + 6 s \| \| 6e \| Manuele Boaro \| Italie \| Bahrain-Merida \| + 7 s \| \| 7e \| Dimitri Peyskens \| Belgique \| WB-Aqua Protect-Veranclassic \| + 7 s \| \| 8e \| Matej Mohorič \| Slovénie \| Bahrain-Merida \| + 9 s \| \| 9e \| Thomas Sprengers \| Belgique \| Sport Vlaanderen-Baloise \| + 9 s \| \| 10e \| Kristoffer Halvorsen \| Norvège \| Team Sky \| + 10 s \| |                      |           |                              |                 |
| |                      |           |                              |                 |
| Source : ProCyclingStats |                      |           |                              |                 |
| Classement général |                      |           |                              |                 |
| Coureur | Coureur              | Pays      | Équipe                       | Temps           |
| 1er | Fabio Jakobsen       | Pays-Bas  | Quick-Step Floors            | 4 h 00 min 50 s |
| 2e | Marcel Kittel        | Allemagne | Katusha-Alpecin              | + 4 s           |
| 3e | Elmar Reinders       | Pays-Bas  | Roompot-Nederlandse Loterij  | + 5 s           |
| 4e | Dries De Bondt       | Belgique  | Verandas Willems-Crelan      | + 5 s           |
| 5e | Caleb Ewan           | Australie | Mitchelton-Scott             | + 6 s           |
| 6e | Manuele Boaro        | Italie    | Bahrain-Merida               | + 7 s           |
| 7e | Dimitri Peyskens     | Belgique  | WB-Aqua Protect-Veranclassic | + 7 s           |
| 8e | Matej Mohorič        | Slovénie  | Bahrain-Merida               | + 9 s           |
| 9e | Thomas Sprengers     | Belgique  | Sport Vlaanderen-Baloise     | + 9 s           |
| 10e | Kristoffer Halvorsen | Norvège   | Team Sky                     | + 10 s          |

### 2eétape
| \| Classement de l'étape \| Classement de l'étape \| Classement de l'étape \| Classement de l'étape \| Classement de l'étape \| \| Coureur \| Coureur \| Pays \| Équipe \| Temps \| \| --------------------- \| --------------------- \| --------------------- \| --------------------- \| --------------------- \| \| 1er \| Stefan Küng \| Suisse \| BMC Racing Team \| 14 min 11 s \| \| 2e \| Victor Campenaerts \| Belgique \| Lotto-Soudal \| + 14 s \| \| 3e \| Søren Kragh Andersen \| Danemark \| Team Sunweb \| + 15 s \| \| 4e \| Michael Matthews \| Australie \| Team Sunweb \| + 15 s \| \| 5e \| Maximilian Schachmann \| Allemagne \| Quick-Step Floors \| + 19 s \| \| 6e \| Alex Dowsett \| Royaume-Uni \| Katusha-Alpecin \| + 19 s \| \| 7e \| Luke Durbridge \| Australie \| Mitchelton-Scott \| + 20 s \| \| 8e \| Miles Scotson \| Australie \| BMC Racing Team \| + 22 s \| \| 9e \| Maciej Bodnar \| Pologne \| Bora-Hansgrohe \| + 23 s \| \| 10e \| Yves Lampaert \| Belgique \| Quick-Step Floors \| + 23 s \| |                       |             |                   |             |
| |                       |             |                   |             |
| Source : ProCyclingStats |                       |             |                   |             |
| Classement de l'étape |                       |             |                   |             |
| Coureur | Coureur               | Pays        | Équipe            | Temps       |
| 1er | Stefan Küng           | Suisse      | BMC Racing Team   | 14 min 11 s |
| 2e | Victor Campenaerts    | Belgique    | Lotto-Soudal      | + 14 s      |
| 3e | Søren Kragh Andersen  | Danemark    | Team Sunweb       | + 15 s      |
| 4e | Michael Matthews      | Australie   | Team Sunweb       | + 15 s      |
| 5e | Maximilian Schachmann | Allemagne   | Quick-Step Floors | + 19 s      |
| 6e | Alex Dowsett          | Royaume-Uni | Katusha-Alpecin   | + 19 s      |
| 7e | Luke Durbridge        | Australie   | Mitchelton-Scott  | + 20 s      |
| 8e | Miles Scotson         | Australie   | BMC Racing Team   | + 22 s      |
| 9e | Maciej Bodnar         | Pologne     | Bora-Hansgrohe    | + 23 s      |
| 10e | Yves Lampaert         | Belgique    | Quick-Step Floors | + 23 s      |

| \| Classement général \| Classement général \| Classement général \| Classement général \| Classement général \| \| Coureur \| Coureur \| Pays \| Équipe \| Temps \| \| ------------------ \| --------------------- \| ------------------ \| ------------------ \| ------------------ \| \| 1er \| Stefan Küng \| Suisse \| BMC Racing Team \| 4 h 15 min 11 s \| \| 2e \| Victor Campenaerts \| Belgique \| Lotto-Soudal \| + 14 s \| \| 3e \| Søren Kragh Andersen \| Danemark \| Team Sunweb \| + 15 s \| \| 4e \| Michael Matthews \| Australie \| Team Sunweb \| + 15 s \| \| 5e \| Maximilian Schachmann \| Allemagne \| Quick-Step Floors \| + 19 s \| \| 6e \| Alex Dowsett \| Royaume-Uni \| Katusha-Alpecin \| + 19 s \| \| 7e \| Luke Durbridge \| Australie \| Mitchelton-Scott \| + 20 s \| \| 8e \| Miles Scotson \| Australie \| BMC Racing Team \| + 22 s \| \| 9e \| Maciej Bodnar \| Pologne \| Bora-Hansgrohe \| + 23 s \| \| 10e \| Yves Lampaert \| Belgique \| Quick-Step Floors \| + 23 s \| |                       |             |                   |                 |
| |                       |             |                   |                 |
| Source : ProCyclingStats |                       |             |                   |                 |
| Classement général |                       |             |                   |                 |
| Coureur | Coureur               | Pays        | Équipe            | Temps           |
| 1er | Stefan Küng           | Suisse      | BMC Racing Team   | 4 h 15 min 11 s |
| 2e | Victor Campenaerts    | Belgique    | Lotto-Soudal      | + 14 s          |
| 3e | Søren Kragh Andersen  | Danemark    | Team Sunweb       | + 15 s          |
| 4e | Michael Matthews      | Australie   | Team Sunweb       | + 15 s          |
| 5e | Maximilian Schachmann | Allemagne   | Quick-Step Floors | + 19 s          |
| 6e | Alex Dowsett          | Royaume-Uni | Katusha-Alpecin   | + 19 s          |
| 7e | Luke Durbridge        | Australie   | Mitchelton-Scott  | + 20 s          |
| 8e | Miles Scotson         | Australie   | BMC Racing Team   | + 22 s          |
| 9e | Maciej Bodnar         | Pologne     | Bora-Hansgrohe    | + 23 s          |
| 10e | Yves Lampaert         | Belgique    | Quick-Step Floors | + 23 s          |

### 3eétape
| \| Classement de l'étape \| Classement de l'étape \| Classement de l'étape \| Classement de l'étape \| Classement de l'étape \| \| Coureur \| Coureur \| Pays \| Équipe \| Temps \| \| --------------------- \| --------------------- \| --------------------- \| ---------------------------- \| --------------------- \| \| 1er \| Taco van der Hoorn \| Pays-Bas \| Roompot-Nederlandse Loterij \| 3 h 47 min 42 s \| \| 2e \| Maxime Vantomme \| Belgique \| WB-Aqua Protect-Veranclassic \| + 3 s \| \| 3e \| Sean De Bie \| Belgique \| Verandas Willems-Crelan \| + 3 s \| \| 4e \| Matej Mohorič \| Slovénie \| Bahrain-Merida \| + 3 s \| \| 5e \| Jesper Asselman \| Pays-Bas \| Roompot-Nederlandse Loterij \| + 35 s \| \| 6e \| Dylan Groenewegen \| Pays-Bas \| LottoNL-Jumbo \| + 1 min 11 s \| \| 7e \| Rüdiger Selig \| Allemagne \| Bora-Hansgrohe \| + 1 min 11 s \| \| 8e \| Fabio Jakobsen \| Pays-Bas \| Quick-Step Floors \| + 1 min 11 s \| \| 9e \| Max Walscheid \| Allemagne \| Team Sunweb \| + 1 min 11 s \| \| 10e \| Tom Van Asbroeck \| Belgique \| EF Education First-Drapac \| + 1 min 11 s \| |                    |           |                              |                 |
| |                    |           |                              |                 |
| Source : ProCyclingStats |                    |           |                              |                 |
| Classement de l'étape |                    |           |                              |                 |
| Coureur | Coureur            | Pays      | Équipe                       | Temps           |
| 1er | Taco van der Hoorn | Pays-Bas  | Roompot-Nederlandse Loterij  | 3 h 47 min 42 s |
| 2e | Maxime Vantomme    | Belgique  | WB-Aqua Protect-Veranclassic | + 3 s           |
| 3e | Sean De Bie        | Belgique  | Verandas Willems-Crelan      | + 3 s           |
| 4e | Matej Mohorič      | Slovénie  | Bahrain-Merida               | + 3 s           |
| 5e | Jesper Asselman    | Pays-Bas  | Roompot-Nederlandse Loterij  | + 35 s          |
| 6e | Dylan Groenewegen  | Pays-Bas  | LottoNL-Jumbo                | + 1 min 11 s    |
| 7e | Rüdiger Selig      | Allemagne | Bora-Hansgrohe               | + 1 min 11 s    |
| 8e | Fabio Jakobsen     | Pays-Bas  | Quick-Step Floors            | + 1 min 11 s    |
| 9e | Max Walscheid      | Allemagne | Team Sunweb                  | + 1 min 11 s    |
| 10e | Tom Van Asbroeck   | Belgique  | EF Education First-Drapac    | + 1 min 11 s    |

| \| Classement général \| Classement général \| Classement général \| Classement général \| Classement général \| \| Coureur \| Coureur \| Pays \| Équipe \| Temps \| \| ------------------ \| --------------------- \| ------------------ \| ---------------------------- \| ------------------ \| \| 1er \| Matej Mohorič \| Slovénie \| Bahrain-Merida \| 8 h 03 min 45 s \| \| 2e \| Sean De Bie \| Belgique \| Verandas Willems-Crelan \| + 1 s \| \| 3e \| Stefan Küng \| Suisse \| BMC Racing Team \| + 19 s \| \| 4e \| Maxime Vantomme \| Belgique \| WB-Aqua Protect-Veranclassic \| + 25 s \| \| 5e \| Taco van der Hoorn \| Pays-Bas \| Roompot-Nederlandse Loterij \| + 31 s \| \| 6e \| Victor Campenaerts \| Belgique \| Lotto-Soudal \| + 33 s \| \| 7e \| Søren Kragh Andersen \| Danemark \| Team Sunweb \| + 34 s \| \| 8e \| Michael Matthews \| Australie \| Team Sunweb \| + 34 s \| \| 9e \| Maximilian Schachmann \| Allemagne \| Quick-Step Floors \| + 38 s \| \| 10e \| Alex Dowsett \| Royaume-Uni \| Katusha-Alpecin \| + 38 s \| |                       |             |                              |                 |
| |                       |             |                              |                 |
| Source : ProCyclingStats |                       |             |                              |                 |
| Classement général |                       |             |                              |                 |
| Coureur | Coureur               | Pays        | Équipe                       | Temps           |
| 1er | Matej Mohorič         | Slovénie    | Bahrain-Merida               | 8 h 03 min 45 s |
| 2e | Sean De Bie           | Belgique    | Verandas Willems-Crelan      | + 1 s           |
| 3e | Stefan Küng           | Suisse      | BMC Racing Team              | + 19 s          |
| 4e | Maxime Vantomme       | Belgique    | WB-Aqua Protect-Veranclassic | + 25 s          |
| 5e | Taco van der Hoorn    | Pays-Bas    | Roompot-Nederlandse Loterij  | + 31 s          |
| 6e | Victor Campenaerts    | Belgique    | Lotto-Soudal                 | + 33 s          |
| 7e | Søren Kragh Andersen  | Danemark    | Team Sunweb                  | + 34 s          |
| 8e | Michael Matthews      | Australie   | Team Sunweb                  | + 34 s          |
| 9e | Maximilian Schachmann | Allemagne   | Quick-Step Floors            | + 38 s          |
| 10e | Alex Dowsett          | Royaume-Uni | Katusha-Alpecin              | + 38 s          |

### 4eétape
| \| Classement de l'étape \| Classement de l'étape \| Classement de l'étape \| Classement de l'étape \| Classement de l'étape \| \| Coureur \| Coureur \| Pays \| Équipe \| Temps \| \| --------------------- \| --------------------- \| --------------------- \| ------------------------- \| --------------------- \| \| 1er \| Jasper Stuyven \| Belgique \| Trek-Segafredo \| 3 h 44 min 46 s \| \| 2e \| Caleb Ewan \| Australie \| Mitchelton-Scott \| + 0 s \| \| 3e \| Zdeněk Štybar \| Tchéquie \| Quick-Step Floors \| + 0 s \| \| 4e \| Rüdiger Selig \| Allemagne \| Bora-Hansgrohe \| + 0 s \| \| 5e \| Timothy Dupont \| Belgique \| Wanty-Groupe Gobert \| + 0 s \| \| 6e \| Jempy Drucker \| Luxembourg \| BMC Racing Team \| + 0 s \| \| 7e \| Ryan Gibbons \| Afrique du Sud \| Dimension Data \| + 0 s \| \| 8e \| Tom Van Asbroeck \| Belgique \| EF Education First-Drapac \| + 0 s \| \| 9e \| Daniel Hoelgaard \| Norvège \| Groupama-FDJ \| + 0 s \| \| 10e \| Dylan Groenewegen \| Pays-Bas \| LottoNL-Jumbo \| + 0 s \| |                   |                |                           |                 |
| |                   |                |                           |                 |
| Source : ProCyclingStats |                   |                |                           |                 |
| Classement de l'étape |                   |                |                           |                 |
| Coureur | Coureur           | Pays           | Équipe                    | Temps           |
| 1er | Jasper Stuyven    | Belgique       | Trek-Segafredo            | 3 h 44 min 46 s |
| 2e | Caleb Ewan        | Australie      | Mitchelton-Scott          | + 0 s           |
| 3e | Zdeněk Štybar     | Tchéquie       | Quick-Step Floors         | + 0 s           |
| 4e | Rüdiger Selig     | Allemagne      | Bora-Hansgrohe            | + 0 s           |
| 5e | Timothy Dupont    | Belgique       | Wanty-Groupe Gobert       | + 0 s           |
| 6e | Jempy Drucker     | Luxembourg     | BMC Racing Team           | + 0 s           |
| 7e | Ryan Gibbons      | Afrique du Sud | Dimension Data            | + 0 s           |
| 8e | Tom Van Asbroeck  | Belgique       | EF Education First-Drapac | + 0 s           |
| 9e | Daniel Hoelgaard  | Norvège        | Groupama-FDJ              | + 0 s           |
| 10e | Dylan Groenewegen | Pays-Bas       | LottoNL-Jumbo             | + 0 s           |

| \| Classement général \| Classement général \| Classement général \| Classement général \| Classement général \| \| Coureur \| Coureur \| Pays \| Équipe \| Temps \| \| ------------------ \| --------------------- \| ------------------ \| ---------------------------- \| ------------------ \| \| 1er \| Matej Mohorič \| Slovénie \| Bahrain-Merida \| 11 h 48 min 28 s \| \| 2e \| Sean De Bie \| Belgique \| Verandas Willems-Crelan \| + 3 s \| \| 3e \| Stefan Küng \| Suisse \| BMC Racing Team \| + 22 s \| \| 4e \| Maxime Vantomme \| Belgique \| WB-Aqua Protect-Veranclassic \| + 28 s \| \| 5e \| Michael Matthews \| Australie \| Team Sunweb \| + 30 s \| \| 6e \| Taco van der Hoorn \| Pays-Bas \| Roompot-Nederlandse Loterij \| + 32 s \| \| 7e \| Victor Campenaerts \| Belgique \| Lotto-Soudal \| + 36 s \| \| 8e \| Søren Kragh Andersen \| Danemark \| Team Sunweb \| + 37 s \| \| 9e \| Maximilian Schachmann \| Allemagne \| Quick-Step Floors \| + 41 s \| \| 10e \| Alex Dowsett \| Royaume-Uni \| Katusha-Alpecin \| + 41 s \| |                       |             |                              |                  |
| |                       |             |                              |                  |
| Source : ProCyclingStats |                       |             |                              |                  |
| Classement général |                       |             |                              |                  |
| Coureur | Coureur               | Pays        | Équipe                       | Temps            |
| 1er | Matej Mohorič         | Slovénie    | Bahrain-Merida               | 11 h 48 min 28 s |
| 2e | Sean De Bie           | Belgique    | Verandas Willems-Crelan      | + 3 s            |
| 3e | Stefan Küng           | Suisse      | BMC Racing Team              | + 22 s           |
| 4e | Maxime Vantomme       | Belgique    | WB-Aqua Protect-Veranclassic | + 28 s           |
| 5e | Michael Matthews      | Australie   | Team Sunweb                  | + 30 s           |
| 6e | Taco van der Hoorn    | Pays-Bas    | Roompot-Nederlandse Loterij  | + 32 s           |
| 7e | Victor Campenaerts    | Belgique    | Lotto-Soudal                 | + 36 s           |
| 8e | Søren Kragh Andersen  | Danemark    | Team Sunweb                  | + 37 s           |
| 9e | Maximilian Schachmann | Allemagne   | Quick-Step Floors            | + 41 s           |
| 10e | Alex Dowsett          | Royaume-Uni | Katusha-Alpecin              | + 41 s           |

### 5eétape
| \| Classement de l'étape \| Classement de l'étape \| Classement de l'étape \| Classement de l'étape \| Classement de l'étape \| \| Coureur \| Coureur \| Pays \| Équipe \| Temps \| \| --------------------- \| --------------------- \| --------------------- \| ------------------------- \| --------------------- \| \| 1er \| Magnus Cort Nielsen \| Danemark \| Astana \| 4 h 39 min 50 s \| \| 2e \| Julius van den Berg \| Pays-Bas \| EF Education First-Drapac \| + 0 s \| \| 3e \| Alexis Gougeard \| France \| AG2R La Mondiale \| + 0 s \| \| 4e \| Jonas Rickaert \| Belgique \| Sport Vlaanderen-Baloise \| + 29 s \| \| 5e \| Caleb Ewan \| Australie \| Mitchelton-Scott \| + 33 s \| \| 6e \| Matteo Pelucchi \| Italie \| Bora-Hansgrohe \| + 33 s \| \| 7e \| Florian Sénéchal \| France \| Quick-Step Floors \| + 33 s \| \| 8e \| Tom Devriendt \| Belgique \| Wanty-Groupe Gobert \| + 33 s \| \| 9e \| Jens Debusschere \| Belgique \| Lotto-Soudal \| + 33 s \| \| 10e \| Matej Mohorič \| Slovénie \| Bahrain-Merida \| + 33 s \| |                     |           |                           |                 |
| |                     |           |                           |                 |
| Source : ProCyclingStats |                     |           |                           |                 |
| Classement de l'étape |                     |           |                           |                 |
| Coureur | Coureur             | Pays      | Équipe                    | Temps           |
| 1er | Magnus Cort Nielsen | Danemark  | Astana                    | 4 h 39 min 50 s |
| 2e | Julius van den Berg | Pays-Bas  | EF Education First-Drapac | + 0 s           |
| 3e | Alexis Gougeard     | France    | AG2R La Mondiale          | + 0 s           |
| 4e | Jonas Rickaert      | Belgique  | Sport Vlaanderen-Baloise  | + 29 s          |
| 5e | Caleb Ewan          | Australie | Mitchelton-Scott          | + 33 s          |
| 6e | Matteo Pelucchi     | Italie    | Bora-Hansgrohe            | + 33 s          |
| 7e | Florian Sénéchal    | France    | Quick-Step Floors         | + 33 s          |
| 8e | Tom Devriendt       | Belgique  | Wanty-Groupe Gobert       | + 33 s          |
| 9e | Jens Debusschere    | Belgique  | Lotto-Soudal              | + 33 s          |
| 10e | Matej Mohorič       | Slovénie  | Bahrain-Merida            | + 33 s          |

| \| Classement général \| Classement général \| Classement général \| Classement général \| Classement général \| \| Coureur \| Coureur \| Pays \| Équipe \| Temps \| \| ------------------ \| --------------------- \| ------------------ \| ---------------------------- \| ------------------ \| \| 1er \| Matej Mohorič \| Slovénie \| Bahrain-Merida \| 16 h 28 min 51 s \| \| 2e \| Sean De Bie \| Belgique \| Verandas Willems-Crelan \| + 3 s \| \| 3e \| Stefan Küng \| Suisse \| BMC Racing Team \| + 22 s \| \| 4e \| Maxime Vantomme \| Belgique \| WB-Aqua Protect-Veranclassic \| + 28 s \| \| 5e \| Michael Matthews \| Australie \| Team Sunweb \| + 30 s \| \| 6e \| Taco van der Hoorn \| Pays-Bas \| Roompot-Nederlandse Loterij \| + 32 s \| \| 7e \| Victor Campenaerts \| Belgique \| Lotto-Soudal \| + 36 s \| \| 8e \| Søren Kragh Andersen \| Danemark \| Team Sunweb \| + 37 s \| \| 9e \| Maximilian Schachmann \| Allemagne \| Quick-Step Floors \| + 41 s \| \| 10e \| Alex Dowsett \| Royaume-Uni \| Katusha-Alpecin \| + 41 s \| |                       |             |                              |                  |
| |                       |             |                              |                  |
| Source : ProCyclingStats |                       |             |                              |                  |
| Classement général |                       |             |                              |                  |
| Coureur | Coureur               | Pays        | Équipe                       | Temps            |
| 1er | Matej Mohorič         | Slovénie    | Bahrain-Merida               | 16 h 28 min 51 s |
| 2e | Sean De Bie           | Belgique    | Verandas Willems-Crelan      | + 3 s            |
| 3e | Stefan Küng           | Suisse      | BMC Racing Team              | + 22 s           |
| 4e | Maxime Vantomme       | Belgique    | WB-Aqua Protect-Veranclassic | + 28 s           |
| 5e | Michael Matthews      | Australie   | Team Sunweb                  | + 30 s           |
| 6e | Taco van der Hoorn    | Pays-Bas    | Roompot-Nederlandse Loterij  | + 32 s           |
| 7e | Victor Campenaerts    | Belgique    | Lotto-Soudal                 | + 36 s           |
| 8e | Søren Kragh Andersen  | Danemark    | Team Sunweb                  | + 37 s           |
| 9e | Maximilian Schachmann | Allemagne   | Quick-Step Floors            | + 41 s           |
| 10e | Alex Dowsett          | Royaume-Uni | Katusha-Alpecin              | + 41 s           |

### 6eétape
| \| Classement de l'étape \| Classement de l'étape \| Classement de l'étape \| Classement de l'étape \| Classement de l'étape \| \| Coureur \| Coureur \| Pays \| Équipe \| Temps \| \| --------------------- \| --------------------- \| --------------------- \| --------------------- \| --------------------- \| \| 1er \| Gregor Mühlberger \| Autriche \| Bora-Hansgrohe \| 4 h 05 min 10 s \| \| 2e \| Tim Wellens \| Belgique \| Lotto-Soudal \| + 3 s \| \| 3e \| Zdeněk Štybar \| Tchéquie \| Quick-Step Floors \| + 3 s \| \| 4e \| Dylan van Baarle \| Pays-Bas \| Team Sky \| + 3 s \| \| 5e \| Maximilian Schachmann \| Allemagne \| Quick-Step Floors \| + 5 s \| \| 6e \| Greg Van Avermaet \| Belgique \| BMC Racing Team \| + 8 s \| \| 7e \| Søren Kragh Andersen \| Danemark \| Team Sunweb \| + 8 s \| \| 8e \| Oliver Naesen \| Belgique \| AG2R La Mondiale \| + 11 s \| \| 9e \| Jay McCarthy \| Australie \| Bora-Hansgrohe \| + 11 s \| \| 10e \| Mads Würtz Schmidt \| Danemark \| Katusha-Alpecin \| + 11 s \| |                       |           |                   |                 |
| |                       |           |                   |                 |
| Source : ProCyclingStats |                       |           |                   |                 |
| Classement de l'étape |                       |           |                   |                 |
| Coureur | Coureur               | Pays      | Équipe            | Temps           |
| 1er | Gregor Mühlberger     | Autriche  | Bora-Hansgrohe    | 4 h 05 min 10 s |
| 2e | Tim Wellens           | Belgique  | Lotto-Soudal      | + 3 s           |
| 3e | Zdeněk Štybar         | Tchéquie  | Quick-Step Floors | + 3 s           |
| 4e | Dylan van Baarle      | Pays-Bas  | Team Sky          | + 3 s           |
| 5e | Maximilian Schachmann | Allemagne | Quick-Step Floors | + 5 s           |
| 6e | Greg Van Avermaet     | Belgique  | BMC Racing Team   | + 8 s           |
| 7e | Søren Kragh Andersen  | Danemark  | Team Sunweb       | + 8 s           |
| 8e | Oliver Naesen         | Belgique  | AG2R La Mondiale  | + 11 s          |
| 9e | Jay McCarthy          | Australie | Bora-Hansgrohe    | + 11 s          |
| 10e | Mads Würtz Schmidt    | Danemark  | Katusha-Alpecin   | + 11 s          |

| \| Classement général \| Classement général \| Classement général \| Classement général \| Classement général \| \| Coureur \| Coureur \| Pays \| Équipe \| Temps \| \| ------------------ \| --------------------- \| ------------------ \| --------------------------- \| ------------------ \| \| 1er \| Matej Mohorič \| Slovénie \| Bahrain-Merida \| 20 h 34 min 12 s \| \| 2e \| Michael Matthews \| Australie \| Team Sunweb \| + 30 s \| \| 3e \| Taco van der Hoorn \| Pays-Bas \| Roompot-Nederlandse Loterij \| + 32 s \| \| 4e \| Søren Kragh Andersen \| Danemark \| Team Sunweb \| + 34 s \| \| 5e \| Maximilian Schachmann \| Allemagne \| Quick-Step Floors \| + 35 s \| \| 6e \| Maciej Bodnar \| Pologne \| Bora-Hansgrohe \| + 36 s \| \| 7e \| Victor Campenaerts \| Belgique \| Lotto-Soudal \| + 36 s \| \| 8e \| Tim Wellens \| Belgique \| Lotto-Soudal \| + 37 s \| \| 9e \| Yves Lampaert \| Belgique \| Quick-Step Floors \| + 43 s \| \| 10e \| Dylan van Baarle \| Pays-Bas \| Team Sky \| + 44 s \| |                       |           |                             |                  |
| |                       |           |                             |                  |
| Source : ProCyclingStats |                       |           |                             |                  |
| Classement général |                       |           |                             |                  |
| Coureur | Coureur               | Pays      | Équipe                      | Temps            |
| 1er | Matej Mohorič         | Slovénie  | Bahrain-Merida              | 20 h 34 min 12 s |
| 2e | Michael Matthews      | Australie | Team Sunweb                 | + 30 s           |
| 3e | Taco van der Hoorn    | Pays-Bas  | Roompot-Nederlandse Loterij | + 32 s           |
| 4e | Søren Kragh Andersen  | Danemark  | Team Sunweb                 | + 34 s           |
| 5e | Maximilian Schachmann | Allemagne | Quick-Step Floors           | + 35 s           |
| 6e | Maciej Bodnar         | Pologne   | Bora-Hansgrohe              | + 36 s           |
| 7e | Victor Campenaerts    | Belgique  | Lotto-Soudal                | + 36 s           |
| 8e | Tim Wellens           | Belgique  | Lotto-Soudal                | + 37 s           |
| 9e | Yves Lampaert         | Belgique  | Quick-Step Floors           | + 43 s           |
| 10e | Dylan van Baarle      | Pays-Bas  | Team Sky                    | + 44 s           |

### 7eétape
| \| Classement de l'étape \| Classement de l'étape \| Classement de l'étape \| Classement de l'étape \| Classement de l'étape \| \| Coureur \| Coureur \| Pays \| Équipe \| Temps \| \| --------------------- \| --------------------- \| --------------------- \| --------------------- \| --------------------- \| \| 1er \| Michael Matthews \| Australie \| Team Sunweb \| 4 h 38 min 36 s \| \| 2e \| Greg Van Avermaet \| Belgique \| BMC Racing Team \| + 1 s \| \| 3e \| Zdeněk Štybar \| Tchéquie \| Quick-Step Floors \| + 3 s \| \| 4e \| Oliver Naesen \| Belgique \| AG2R La Mondiale \| + 3 s \| \| 5e \| Maximilian Schachmann \| Allemagne \| Quick-Step Floors \| + 3 s \| \| 6e \| Tim Wellens \| Belgique \| Lotto-Soudal \| + 3 s \| \| 7e \| Dion Smith \| Nouvelle-Zélande \| Wanty-Groupe Gobert \| + 3 s \| \| 8e \| Niki Terpstra \| Pays-Bas \| Quick-Step Floors \| + 3 s \| \| 9e \| Dylan van Baarle \| Pays-Bas \| Team Sky \| + 3 s \| \| 10e \| Jan Polanc \| Slovénie \| UAE Team Emirates \| + 3 s \| |                       |                  |                     |                 |
| |                       |                  |                     |                 |
| Source : ProCyclingStats |                       |                  |                     |                 |
| Classement de l'étape |                       |                  |                     |                 |
| Coureur | Coureur               | Pays             | Équipe              | Temps           |
| 1er | Michael Matthews      | Australie        | Team Sunweb         | 4 h 38 min 36 s |
| 2e | Greg Van Avermaet     | Belgique         | BMC Racing Team     | + 1 s           |
| 3e | Zdeněk Štybar         | Tchéquie         | Quick-Step Floors   | + 3 s           |
| 4e | Oliver Naesen         | Belgique         | AG2R La Mondiale    | + 3 s           |
| 5e | Maximilian Schachmann | Allemagne        | Quick-Step Floors   | + 3 s           |
| 6e | Tim Wellens           | Belgique         | Lotto-Soudal        | + 3 s           |
| 7e | Dion Smith            | Nouvelle-Zélande | Wanty-Groupe Gobert | + 3 s           |
| 8e | Niki Terpstra         | Pays-Bas         | Quick-Step Floors   | + 3 s           |
| 9e | Dylan van Baarle      | Pays-Bas         | Team Sky            | + 3 s           |
| 10e | Jan Polanc            | Slovénie         | UAE Team Emirates   | + 3 s           |

## Classements finals

### Classement général final
| \| Classement général \| Classement général \| Classement général \| Classement général \| Classement général \| \| Coureur \| Coureur \| Pays \| Équipe \| Temps \| \| ------------------ \| --------------------- \| ------------------ \| ------------------ \| ------------------ \| \| 1er \| Matej Mohorič \| Slovénie \| Bahrain-Merida \| 25 h 13 min 01 s \| \| 2e \| Michael Matthews \| Australie \| Team Sunweb \| + 5 s \| \| 3e \| Tim Wellens \| Belgique \| Lotto-Soudal \| + 20 s \| \| 4e \| Maximilian Schachmann \| Allemagne \| Quick-Step Floors \| + 25 s \| \| 5e \| Dylan van Baarle \| Pays-Bas \| Team Sky \| + 34 s \| \| 6e \| Greg Van Avermaet \| Belgique \| BMC Racing Team \| + 37 s \| \| 7e \| Søren Kragh Andersen \| Danemark \| Team Sunweb \| + 39 s \| \| 8e \| Gregor Mühlberger \| Autriche \| Bora-Hansgrohe \| + 43 s \| \| 9e \| Niki Terpstra \| Pays-Bas \| Quick-Step Floors \| + 43 s \| \| 10e \| Jasper Stuyven \| Belgique \| Trek-Segafredo \| + 50 s \| |                       |           |                   |                  |
| |                       |           |                   |                  |
| Source : ProCyclingStats |                       |           |                   |                  |
| Classement général |                       |           |                   |                  |
| Coureur | Coureur               | Pays      | Équipe            | Temps            |
| 1er | Matej Mohorič         | Slovénie  | Bahrain-Merida    | 25 h 13 min 01 s |
| 2e | Michael Matthews      | Australie | Team Sunweb       | + 5 s            |
| 3e | Tim Wellens           | Belgique  | Lotto-Soudal      | + 20 s           |
| 4e | Maximilian Schachmann | Allemagne | Quick-Step Floors | + 25 s           |
| 5e | Dylan van Baarle      | Pays-Bas  | Team Sky          | + 34 s           |
| 6e | Greg Van Avermaet     | Belgique  | BMC Racing Team   | + 37 s           |
| 7e | Søren Kragh Andersen  | Danemark  | Team Sunweb       | + 39 s           |
| 8e | Gregor Mühlberger     | Autriche  | Bora-Hansgrohe    | + 43 s           |
| 9e | Niki Terpstra         | Pays-Bas  | Quick-Step Floors | + 43 s           |
| 10e | Jasper Stuyven        | Belgique  | Trek-Segafredo    | + 50 s           |

### Classements annexes
| Classement par points | Classement par points | Classement par points | Classement par points | Classement par points |
| Coureur               | Coureur               | Pays                  | Équipe                | Points                |
| --------------------- | --------------------- | --------------------- | --------------------- | --------------------- |
| 1er                   | Zdeněk Štybar         | Tchéquie              | Quick-Step Floors     | 66 pts                |
| 2e                    | Caleb Ewan            | Australie             | Mitchelton-Scott      | 64 pts                |
| 3e                    | Maximilian Schachmann | Allemagne             | Quick-Step Floors     | 51 pts                |
| 4e                    | Michael Matthews      | Australie             | Team Sunweb           | 49 pts                |
| 5e                    | Jasper Stuyven        | Belgique              | Trek-Segafredo        | 41 pts                |
| 6e                    | Tim Wellens           | Belgique              | Lotto-Soudal          | 40 pts                |
| 7e                    | Greg Van Avermaet     | Belgique              | BMC Racing Team       | 40 pts                |
| 8e                    | Søren Kragh Andersen  | Danemark              | Team Sunweb           | 35 pts                |
| 9e                    | Rüdiger Selig         | Allemagne             | Bora-Hansgrohe        | 32 pts                |
| 10e                   | Oliver Naesen         | Belgique              | AG2R La Mondiale      | 31 pts                |

| Classement par points | Classement par points | Classement par points | Classement par points | Classement par points |
| Coureur               | Coureur               | Pays                  | Équipe                | Points                |
| --------------------- | --------------------- | --------------------- | --------------------- | --------------------- |
| 1er                   | Zdeněk Štybar         | Tchéquie              | Quick-Step Floors     | 66 pts                |
| 2e                    | Caleb Ewan            | Australie             | Mitchelton-Scott      | 64 pts                |
| 3e                    | Maximilian Schachmann | Allemagne             | Quick-Step Floors     | 51 pts                |
| 4e                    | Michael Matthews      | Australie             | Team Sunweb           | 49 pts                |
| 5e                    | Jasper Stuyven        | Belgique              | Trek-Segafredo        | 41 pts                |
| 6e                    | Tim Wellens           | Belgique              | Lotto-Soudal          | 40 pts                |
| 7e                    | Greg Van Avermaet     | Belgique              | BMC Racing Team       | 40 pts                |
| 8e                    | Søren Kragh Andersen  | Danemark              | Team Sunweb           | 35 pts                |
| 9e                    | Rüdiger Selig         | Allemagne             | Bora-Hansgrohe        | 32 pts                |
| 10e                   | Oliver Naesen         | Belgique              | AG2R La Mondiale      | 31 pts                |

| Classement de la combativité | Classement de la combativité | Classement de la combativité | Classement de la combativité | Classement de la combativité |
| Coureur                      | Coureur                      | Pays                         | Équipe                       | Points                       |
| ---------------------------- | ---------------------------- | ---------------------------- | ---------------------------- | ---------------------------- |
| 1er                          | Elmar Reinders               | Pays-Bas                     | Roompot-Nederlandse Loterij  | 58 pts                       |
| 2e                           | Thomas Sprengers             | Belgique                     | Sport Vlaanderen-Baloise     | 34 pts                       |
| 3e                           | Jonas Rickaert               | Belgique                     | Sport Vlaanderen-Baloise     | 29 pts                       |
| 4e                           | Taco van der Hoorn           | Pays-Bas                     | Roompot-Nederlandse Loterij  | 24 pts                       |
| 5e                           | Magnus Cort Nielsen          | Danemark                     | Astana                       | 22 pts                       |
| 6e                           | Maxime Vantomme              | Belgique                     | WB-Aqua Protect-Veranclassic | 18 pts                       |
| 7e                           | Matej Mohorič                | Slovénie                     | Bahrain-Merida               | 18 pts                       |
| 8e                           | Guillaume Van Keirsbulck     | Belgique                     | Wanty-Groupe Gobert          | 12 pts                       |
| 9e                           | Tim Wellens                  | Belgique                     | Lotto-Soudal                 | 10 pts                       |
| 10e                          | Edward Planckaert            | Belgique                     | Sport Vlaanderen-Baloise     | 8 pts                        |

| Classement de la combativité | Classement de la combativité | Classement de la combativité | Classement de la combativité | Classement de la combativité |
| Coureur                      | Coureur                      | Pays                         | Équipe                       | Points                       |
| ---------------------------- | ---------------------------- | ---------------------------- | ---------------------------- | ---------------------------- |
| 1er                          | Elmar Reinders               | Pays-Bas                     | Roompot-Nederlandse Loterij  | 58 pts                       |
| 2e                           | Thomas Sprengers             | Belgique                     | Sport Vlaanderen-Baloise     | 34 pts                       |
| 3e                           | Jonas Rickaert               | Belgique                     | Sport Vlaanderen-Baloise     | 29 pts                       |
| 4e                           | Taco van der Hoorn           | Pays-Bas                     | Roompot-Nederlandse Loterij  | 24 pts                       |
| 5e                           | Magnus Cort Nielsen          | Danemark                     | Astana                       | 22 pts                       |
| 6e                           | Maxime Vantomme              | Belgique                     | WB-Aqua Protect-Veranclassic | 18 pts                       |
| 7e                           | Matej Mohorič                | Slovénie                     | Bahrain-Merida               | 18 pts                       |
| 8e                           | Guillaume Van Keirsbulck     | Belgique                     | Wanty-Groupe Gobert          | 12 pts                       |
| 9e                           | Tim Wellens                  | Belgique                     | Lotto-Soudal                 | 10 pts                       |
| 10e                          | Edward Planckaert            | Belgique                     | Sport Vlaanderen-Baloise     | 8 pts                        |

| Classement par équipes | Classement par équipes      | Classement par équipes | Classement par équipes |
| Équipe                 | Équipe                      | Pays                   | Temps                  |
| ---------------------- | --------------------------- | ---------------------- | ---------------------- |
| 1re                    | Quick-Step Floors           | Belgique               | 75 h 40 min 38 s       |
| 2e                     | Lotto NL-Jumbo              | Pays-Bas               | + 3 min 13 s           |
| 3e                     | Wanty-Groupe Gobert         | Belgique               | + 3 min 46 s           |
| 4e                     | Bora-Hansgrohe              | Allemagne              | + 3 min 54 s           |
| 5e                     | Team Sunweb                 | Allemagne              | + 5 min 44 s           |
| 6e                     | Roompot-Nederlandse Loterij | Pays-Bas               | + 9 min 34 s           |
| 7e                     | BMC Racing Team             | États-Unis             | + 11 min 38 s          |
| 8e                     | UAE Team Emirates           | Émirats arabes unis    | + 11 min 55 s          |
| 9e                     | Groupama-FDJ                | France                 | + 13 min 41 s          |
| 10e                    | Lotto Soudal                | Belgique               | + 16 min 10 s          |

| Classement par équipes | Classement par équipes      | Classement par équipes | Classement par équipes |
| Équipe                 | Équipe                      | Pays                   | Temps                  |
| ---------------------- | --------------------------- | ---------------------- | ---------------------- |
| 1re                    | Quick-Step Floors           | Belgique               | 75 h 40 min 38 s       |
| 2e                     | Lotto NL-Jumbo              | Pays-Bas               | + 3 min 13 s           |
| 3e                     | Wanty-Groupe Gobert         | Belgique               | + 3 min 46 s           |
| 4e                     | Bora-Hansgrohe              | Allemagne              | + 3 min 54 s           |
| 5e                     | Team Sunweb                 | Allemagne              | + 5 min 44 s           |
| 6e                     | Roompot-Nederlandse Loterij | Pays-Bas               | + 9 min 34 s           |
| 7e                     | BMC Racing Team             | États-Unis             | + 11 min 38 s          |
| 8e                     | UAE Team Emirates           | Émirats arabes unis    | + 11 min 55 s          |
| 9e                     | Groupama-FDJ                | France                 | + 13 min 41 s          |
| 10e                    | Lotto Soudal                | Belgique               | + 16 min 10 s          |

### Classements UCI
Le BinckBank Tour attribue le même nombre des points pour l'UCI World Tour 2018 (uniquement pour les coureurs membres d'équipes World Tour) et le Classement mondial UCI (pour tous les coureurs).
| Position           | 1er | 2e  | 3e  | 4e  | 5e  | 6e  | 7e  | 8e  | 9e | 10e | 11e | 12e | 13e | 14e | 15e | 16e à 20e | 21e à 30e | 31e à 50e | 51e à 55e | 56e à 60e |
| Classement général | 400 | 320 | 260 | 220 | 180 | 140 | 120 | 100 | 80 | 68  | 56  | 48  | 40  | 32  | 28  | 24        | 16        | 8         | 4         | 2         |
| Par étapes         | 50  | 20  | 8   |     |     |     |     |     |    |     |     |     |     |     |     |           |           |           |           |           |
| Leader             | 8   |     |     |     |     |     |     |     |    |     |     |     |     |     |     |           |           |           |           |           |

| Rang | Coureur               | Équipe            | Général | Etape | Leader | Total |
| ---- | --------------------- | ----------------- | ------- | ----- | ------ | ----- |
| 1er  | Matej Mohorič         | Bahrain-Merida    | 400     | 0     | 32     | 432   |
| 2e   | Michael Matthews      | Sunweb            | 320     | 50    | 0      | 370   |
| 3e   | Tim Wellens           | Lotto-Soudal      | 260     | 20    | 0      | 280   |
| 4e   | Maximilian Schachmann | Quick-Step Floors | 220     | 0     | 0      | 220   |
| 5e   | Dylan van Baarle      | Sky               | 180     | 0     | 0      | 180   |
| 6e   | Greg Van Avermaet     | BMC Racing        | 140     | 20    | 0      | 160   |
| 7e   | Gregor Mühlberger     | Bora-Hansgrohe    | 100     | 50    | 0      | 150   |
| 8e   | Søren Kragh Andersen  | Sunweb            | 120     | 0     | 0      | 120   |
| 9e   | Jasper Stuyven        | Trek-Segafredo    | 68      | 50    | 0      | 118   |
| 10e  | Niki Terpstra         | Quick-Step Floors | 80      | 0     | 0      | 80    |

#### Classements UCI World Tour à l'issue de la course
| Rang | Coureur            | Équipe            | Points  |
| ---- | ------------------ | ----------------- | ------- |
| 1er  | Peter Sagan        | Bora-Hansgrohe    | 2752    |
| 2e   | Geraint Thomas     | Sky               | 2534.25 |
| 3e   | Julian Alaphilippe | Quick-Step Floors | 2161.12 |
| 4e   | Elia Viviani       | Quick-Step Floors | 2047    |
| 5e   | Christopher Froome | Sky               | 1978.68 |
| 6e   | Tom Dumoulin       | Sunweb            | 1975.62 |
| 7e   | Primož Roglič      | Lotto NL-Jumbo    | 1921    |
| 8e   | Simon Yates        | Mitchelton-Scott  | 1842    |
| 9e   | Alejandro Valverde | Movistar          | 1807    |
| 10e  | Greg Van Avermaet  | BMC Racing        | 1717.14 |

| Rang | Équipe            | Points   |
| ---- | ----------------- | -------- |
| 1er  | Quick-Step Floors | 11261.97 |
| 2e   | Sky               | 9334     |
| 3e   | Bora-Hansgrohe    | 7581     |
| 4e   | Mitchelton-Scott  | 7013.03  |
| 5e   | BMC Racing        | 6964.97  |
| 6e   | Movistar          | 6062     |
| 7e   | Bahrain-Merida    | 5840     |
| 8e   | Sunweb            | 5713.95  |
| 9e   | Astana            | 5656     |
| 10e  | Lotto NL-Jumbo    | 5609     |

## Évolution des classements
| Etape              | Vainqueur           | Classement général | Classement par points | Classement de la combativité | Classement par équipe |
| ------------------ | ------------------- | ------------------ | --------------------- | ---------------------------- | --------------------- |
| 1                  | Fabio Jakobsen      | Fabio Jakobsen     | Fabio Jakobsen        | Dries De Bondt               | Quick-Step Floors     |
| 2                  | Stefan Küng         | Stefan Küng        | Stefan Küng           | Dries De Bondt               | BMC Racing            |
| 3                  | Taco van der Hoorn  | Matej Mohorič      | Fabio Jakobsen        | Taco van der Hoorn           | BMC Racing            |
| 4                  | Jasper Stuyven      | Matej Mohorič      | Caleb Ewan            | Elmar Reinders               | BMC Racing            |
| 5                  | Magnus Cort Nielsen | Matej Mohorič      | Caleb Ewan            | Dries De Bondt               | BMC Racing            |
| 6                  | Gregor Mühlberger   | Matej Mohorič      | Caleb Ewan            | Elmar Reinders               | Quick-Step Floors     |
| 7                  | Michael Matthews    | Matej Mohorič      | Zdeněk Štybar         | Elmar Reinders               | Quick-Step Floors     |
| Classements finals | Classements finals  | Matej Mohorič      | Zdeněk Štybar         | Elmar Reinders               | Quick-Step Floors     |

## Liste des participants
- Liste de départ complète

| Légende                                | Légende                                                                                         | Légende                         | Légende                                                                                                  |
| -------------------------------------- | ----------------------------------------------------------------------------------------------- | ------------------------------- | --- |
| Num                                    | Dossard de départ porté par le coureur sur cet Eneco Tour                                       | Pos                             | Position finale au classement général                                                                    |
| Leader du classement général           | Indique le vainqueur du classement général                                                      | Leader du classement par points | Indique le vainqueur du classement par points                                                            |
| Leader du classement de la combativité | Indique le vainqueur du classement de la combativité                                            |                                 | Indique un maillot de champion national ou mondial, suivi de sa spécialité                               |
| #                                      | Indique la meilleure équipe                                                                     | NP                              | Indique un coureur qui n'a pas pris le départ d'une étape, suivi du numéro de l'étape où il s'est retiré |
| AB                                     | Indique un coureur qui n'a pas terminé une étape, suivi du numéro de l'étape où il s'est retiré | HD                              | Indique un coureur qui a terminé une étape hors des délais, suivi du numéro de l'étape                   |

| Sunweb SUN                    | Sunweb SUN                 | Sunweb SUN |
| ----------------------------- | -------------------------- | ---------- |
| Num                           | Coureur                    | Pos        |
| 1                             | Edward Theuns (BEL)        |            |
| 2                             | Roy Curvers (NED)          | AB-6       |
| 3                             | Michael Matthews (AUS)     |            |
| 4                             | Chris Hamilton (AUS)       |            |
| 5                             | Søren Kragh Andersen (DEN) |            |
| 6                             | Martijn Tusveld (NED)      |            |
| 7                             | Max Walscheid (GER)        |            |
| Directeur sportif : Marc Reef |                            |            |

| Quick-Step Floors QST            | Quick-Step Floors QST       | Quick-Step Floors QST |
| -------------------------------- | --------------------------- | --------------------- |
| Num                              | Coureur                     | Pos                   |
| 11                               | Niki Terpstra (NED)         |                       |
| 12                               | Tim Declercq (BEL)          | AB-7                  |
| 13                               | Fabio Jakobsen (NED)        | AB-4                  |
| 14                               | Yves Lampaert (BEL) (Route) |                       |
| 15                               | Maximilian Schachmann (GER) |                       |
| 16                               | Florian Sénéchal (FRA)      | AB-7                  |
| 17                               | Zdeněk Štybar (CZE)         |                       |
| Directeurs sportifs : Tom Steels |                             |                       |

| Mitchelton-Scott MTS             | Mitchelton-Scott MTS              | Mitchelton-Scott MTS |
| -------------------------------- | --------------------------------- | -------------------- |
| Num                              | Coureur                           | Pos                  |
| 21                               | Caleb Ewan (AUS)                  |                      |
| 22                               | Luke Durbridge (AUS)              |                      |
| 23                               | Alexander Edmondson (AUS) (Route) | NP-4                 |
| 24                               | Mathew Hayman (AUS)               | AB-6                 |
| 25                               | Christopher Juul Jensen (DEN)     |                      |
| 26                               | Roger Kluge (GER)                 |                      |
| 27                               | Svein Tuft (CAN) (Clm)            | AB-7                 |
| Directeurs sportifs : Gene Bates |                                   |                      |

| Sky SKY                           | Sky SKY                      | Sky SKY |
| --------------------------------- | ---------------------------- | ------- |
| Num                               | Coureur                      | Pos     |
| 31                                | Dylan van Baarle (NED) (Clm) |         |
| 32                                | Leonardo Basso (ITA)         |         |
| 33                                | Diego Rosa (ITA)             | AB-5    |
| 34                                | Owain Doull (GBR)            | AB-5    |
| 35                                | Kristoffer Halvorsen (NOR)   | AB-7    |
| 36                                | Christopher Lawless (GBR)    | NP-5    |
| 37                                | Łukasz Wiśniowski (POL)      | NP-7    |
| Directeurs sportifs : Dario Cioni |                              |         |

| Bora-Hansgrohe BOH               | Bora-Hansgrohe BOH        | Bora-Hansgrohe BOH |
| -------------------------------- | ------------------------- | ------------------ |
| Num                              | Coureur                   | Pos                |
| 41                               | Matteo Pelucchi (ITA)     | AB-7               |
| 42                               | Maciej Bodnar (POL) (Clm) |                    |
| 43                               | Jay McCarthy (AUS)        |                    |
| 44                               | Gregor Mühlberger (AUT)   |                    |
| 45                               | Daniel Oss (ITA)          | AB-6               |
| 46                               | Juraj Sagan (SVK)         | AB-7               |
| 47                               | Rüdiger Selig (GER)       |                    |
| Directeurs sportifs : Jens Zemke |                           |                    |

| BMC Racing BMC                     | BMC Racing BMC             | BMC Racing BMC |
| ---------------------------------- | -------------------------- | -------------- |
| Num                                | Coureur                    | Pos            |
| 51                                 | Greg Van Avermaet (BEL)    |                |
| 52                                 | Jempy Drucker (LUX)        | AB-7           |
| 53                                 | Stefan Küng (SUI) (Clm)    |                |
| 54                                 | Miles Scotson (AUS)        |                |
| 55                                 | Nathan Van Hooydonck (BEL) |                |
| 56                                 | Francisco Ventoso (ESP)    | AB-7           |
| 57                                 | Loïc Vliegen (BEL)         | AB-7           |
| Directeurs sportifs : Allan Peiper |                            |                |

| Movistar MOV                                     | Movistar MOV             | Movistar MOV |
| ------------------------------------------------ | ------------------------ | ------------ |
| Num                                              | Coureur                  | Pos          |
| 61                                               | Héctor Carretero (ESP)   | AB-7         |
| 62                                               | Eduardo Sepulveda (ARG)  |              |
| 63                                               | Jorge Arcas (ESP)        | AB-7         |
| 64                                               | Víctor de la Parte (ESP) |              |
| 65                                               | Nuno Bico (POR)          |              |
| 66                                               | Dayer Quintana (COL)     |              |
| 67                                               | Jasha Sütterlin (GER)    |              |
| Directeurs sportifs : José Vicente García Acosta |                          |              |

| Astana AST                             | Astana AST                | Astana AST |
| -------------------------------------- | ------------------------- | ---------- |
| Num                                    | Coureur                   | Pos        |
| 71                                     | Michael Valgren (DEN)     |            |
| 72                                     | Laurens De Vreese (BEL)   |            |
| 74                                     | Oscar Gatto (ITA)         | AB-6       |
| 75                                     | Andriy Grivko (UKR) (Clm) |            |
| 76                                     | Riccardo Minali (ITA)     | AB-7       |
| 77                                     | Magnus Cort Nielsen (DEN) |            |
| 78                                     | Dmitriy Gruzdev (KAZ)     |            |
| Directeurs sportifs : Bruno Cenghialta |                           |            |

| Bahrain-Merida TBM                    | Bahrain-Merida TBM          | Bahrain-Merida TBM |
| ------------------------------------- | --------------------------- | ------------------ |
| Num                                   | Coureur                     | Pos                |
| 81                                    | Borut Božič (SLO)           | AB-7               |
| 82                                    | Yukiya Arashiro (JPN)       | NP-2               |
| 83                                    | Manuele Boaro (ITA)         | AB-7               |
| 84                                    | David Per (SLO)             | AB-7               |
| 85                                    | Luka Pibernik (SLO)         |                    |
| 86                                    | Matej Mohorič (SLO) (Route) |                    |
| 87                                    | Ramūnas Navardauskas (LTU)  | AB-6               |
| Directeurs sportifs : Tristan Hoffman |                             |                    |

| AG2R La Mondiale ALM                | AG2R La Mondiale ALM                 | AG2R La Mondiale ALM |
| ----------------------------------- | ------------------------------------ | -------------------- |
| Num                                 | Coureur                              | Pos                  |
| 91                                  | Oliver Naesen (BEL)                  |                      |
| 92                                  | Gediminas Bagdonas (LTU) (Route/Clm) |                      |
| 93                                  | Rudy Barbier (FRA)                   | NP-6                 |
| 94                                  | Nico Denz (GER)                      |                      |
| 95                                  | Julien Duval (FRA)                   | AB-7                 |
| 96                                  | Alexis Gougeard (FRA)                | AB-7                 |
| 97                                  | Stijn Vandenbergh (BEL)              |                      |
| Directeurs sportifs : Didier Jannel |                                      |                      |

| Lotto NL-Jumbo TLJ              | Lotto NL-Jumbo TLJ          | Lotto NL-Jumbo TLJ |
| ------------------------------- | --------------------------- | ------------------ |
| Num                             | Coureur                     | Pos                |
| 101                             | Dylan Groenewegen (NED)     | AB-7               |
| 102                             | Lars Boom (NED)             |                    |
| 103                             | Amund Grøndahl Jansen (NOR) | AB-5               |
| 104                             | Paul Martens (GER)          |                    |
| 105                             | Timo Roosen (NED)           |                    |
| 106                             | Jos van Emden (NED)         |                    |
| 107                             | Gijs Van Hoecke (BEL)       |                    |
| Directeurs sportifs : Jan Boven |                             |                    |

| Lotto-Soudal LTS                  | Lotto-Soudal LTS               | Lotto-Soudal LTS |
| --------------------------------- | ------------------------------ | ---------------- |
| Num                               | Coureur                        | Pos              |
| 111                               | Tim Wellens (BEL)              |                  |
| 112                               | Victor Campenaerts (BEL) (Clm) |                  |
| 113                               | Enzo Wouters (BEL)             | AB-7             |
| 114                               | Jens Debusschere (BEL)         | AB-6             |
| 115                               | Frederik Frison (BEL)          | NP-7             |
| 116                               | Rémy Mertz (BEL)               |                  |
| 117                               | Nikolas Maes (BEL)             |                  |
| Directeurs sportifs : Bart Leysen |                                |                  |

| UAE Emirates UAD                    | UAE Emirates UAD               | UAE Emirates UAD |
| ----------------------------------- | ------------------------------ | ---------------- |
| Num                                 | Coureur                        | Pos              |
| 121                                 | Diego Ulissi (ITA)             |                  |
| 122                                 | Filippo Ganna (ITA)            | AB-7             |
| 123                                 | Manuele Mori (ITA)             |                  |
| 124                                 | Yousif Mirza (UAE) (Route/Clm) | AB-4             |
| 125                                 | Jan Polanc (SLO)               |                  |
| 126                                 | Aliaksandr Riabushenko (BLR)   | AB-7             |
| 127                                 | Ben Swift (GBR)                |                  |
| Directeurs sportifs : Daniele Righi |                                |                  |

| EF Education First-Drapac EFD       | EF Education First-Drapac EFD | EF Education First-Drapac EFD |
| ----------------------------------- | ----------------------------- | ----------------------------- |
| Num                                 | Coureur                       | Pos                           |
| 131                                 | Sep Vanmarcke (BEL)           | AB-4                          |
| 132                                 | Matti Breschel (DEN)          | AB-7                          |
| 133                                 | Sebastian Langeveld (NED)     |                               |
| 134                                 | Logan Owen (USA)              | AB-7                          |
| 135                                 | Thomas Scully (NZL)           | AB-7                          |
| 136                                 | Tom Van Asbroeck (BEL)        |                               |
| 137                                 | Julius van den Berg (NED)     | AB-6                          |
| Directeurs sportifs : Andreas Klier |                               |                               |

| Trek-Segafredo TFS                    | Trek-Segafredo TFS      | Trek-Segafredo TFS |
| ------------------------------------- | ----------------------- | ------------------ |
| Num                                   | Coureur                 | Pos                |
| 141                                   | Jasper Stuyven (BEL)    |                    |
| 143                                   | Matthias Brändle (AUT)  | AB-7               |
| 144                                   | Markel Irizar (ESP)     |                    |
| 145                                   | Ryan Mullen (IRL) (Clm) |                    |
| 146                                   | Mads Pedersen (DEN)     | AB-5               |
| 147                                   | Boy van Poppel (NED)    | AB-7               |
| 150                                   | Ruben Guerreiro (POR)   | AB-7               |
| Directeurs sportifs : Steven de Jongh |                         |                    |

| Groupama-FDJ GFC                     | Groupama-FDJ GFC              | Groupama-FDJ GFC |
| ------------------------------------ | ----------------------------- | ---------------- |
| Num                                  | Coureur                       | Pos              |
| 151                                  | Davide Cimolai (ITA)          | AB-7             |
| 152                                  | Daniel Hoelgaard (NOR)        | AB-7             |
| 153                                  | Matthieu Ladagnous (FRA)      | AB-7             |
| 154                                  | Tobias Ludvigsson (SWE) (Clm) |                  |
| 155                                  | Valentin Madouas (FRA)        |                  |
| 157                                  | Romain Seigle (FRA)           |                  |
| 159                                  | Ignatas Konovalovas (LTU)     | AB-7             |
| Directeurs sportifs : Martial Gayant |                               |                  |

| Katusha-Alpecin TKA                      | Katusha-Alpecin TKA          | Katusha-Alpecin TKA |
| ---------------------------------------- | ---------------------------- | ------------------- |
| Num                                      | Coureur                      | Pos                 |
| 161                                      | Marcel Kittel (GER)          | AB-6                |
| 162                                      | Alex Dowsett (GBR)           | AB-7                |
| 163                                      | Viatcheslav Kouznetsov (RUS) | NP-2                |
| 164                                      | Marco Mathis (GER)           | AB-7                |
| 165                                      | Baptiste Planckaert (BEL)    | AB-6                |
| 166                                      | Mads Würtz Schmidt (DEN)     | AB-7                |
| 167                                      | Rick Zabel (GER)             |                     |
| Directeurs sportifs : Guennadi Mikhailov |                              |                     |

| Dimension Data DDD                  | Dimension Data DDD                | Dimension Data DDD |
| ----------------------------------- | --------------------------------- | ------------------ |
| Num                                 | Coureur                           | Pos                |
| 171                                 | Tom-Jelte Slagter (NED)           |                    |
| 172                                 | Nicholas Dlamini (RSA)            |                    |
| 173                                 | Nicolas Dougall (RSA)             | AB-6               |
| 174                                 | Ryan Gibbons (RSA)                | NP-6               |
| 175                                 | Reinardt Janse van Rensburg (RSA) |                    |
| 176                                 | Scott Thwaites (GBR)              |                    |
| 177                                 | Julien Vermote (BEL)              | NP-7               |
| Directeurs sportifs : Roger Hammond |                                   |                    |

| Sport Vlaanderen-Baloise SVB         | Sport Vlaanderen-Baloise SVB | Sport Vlaanderen-Baloise SVB |
| ------------------------------------ | ---------------------------- | ---------------------------- |
| Num                                  | Coureur                      | Pos                          |
| 181                                  | Piet Allegaert (BEL)         |                              |
| 182                                  | Aimé De Gendt (BEL)          |                              |
| 183                                  | Milan Menten (BEL)           |                              |
| 184                                  | Edward Planckaert (BEL)      |                              |
| 185                                  | Jonas Rickaert (BEL)         |                              |
| 186                                  | Thomas Sprengers (BEL)       |                              |
| 187                                  | Dries Van Gestel (BEL)       | NP-5                         |
| Directeurs sportifs : Andy Missotten |                              |                              |

| Roompot-Nederlandse Loterij RNL       | Roompot-Nederlandse Loterij RNL | Roompot-Nederlandse Loterij RNL |
| ------------------------------------- | ------------------------------- | ------------------------------- |
| Num                                   | Coureur                         | Pos                             |
| 191                                   | Jan-Willem van Schip (NED)      | AB-7                            |
| 192                                   | Jesper Asselman (NED)           | AB-7                            |
| 193                                   | Elmar Reinders (NED)            |                                 |
| 194                                   | Nick van der Lijke (NED)        |                                 |
| 195                                   | Sjoerd van Ginneken (NED)       |                                 |
| 196                                   | Taco van der Hoorn (NED)        |                                 |
| 197                                   | Coen Vermeltfoort (NED)         | AB-7                            |
| Directeurs sportifs : Michael Boogerd |                                 |                                 |

| Wanty-Groupe Gobert WGG              | Wanty-Groupe Gobert WGG        | Wanty-Groupe Gobert WGG |
| ------------------------------------ | ------------------------------ | ----------------------- |
| Num                                  | Coureur                        | Pos                     |
| 201                                  | Timothy Dupont (BEL)           |                         |
| 202                                  | Frederik Backaert (BEL)        |                         |
| 203                                  | Tom Devriendt (BEL)            |                         |
| 204                                  | Xandro Meurisse (BEL)          |                         |
| 205                                  | Dion Smith (NZL)               |                         |
| 206                                  | Guillaume Van Keirsbulck (BEL) |                         |
| 207                                  | Pieter Vanspeybrouck (BEL)     |                         |
| Directeurs sportifs : Steven De Neef |                                |                         |

| WB-Aqua Protect-Veranclassic WVA        | WB-Aqua Protect-Veranclassic WVA | WB-Aqua Protect-Veranclassic WVA |
| --------------------------------------- | -------------------------------- | -------------------------------- |
| Num                                     | Coureur                          | Pos                              |
| 211                                     | Kenny Dehaes (BEL)               | AB-6                             |
| 212                                     | Ludwig De Winter (BEL)           |                                  |
| 213                                     | Kevyn Ista (BEL)                 |                                  |
| 214                                     | Alex Kirsch (LUX)                |                                  |
| 215                                     | Dimitri Peyskens (BEL)           |                                  |
| 216                                     | Lukas Spengler (SUI)             | AB-7                             |
| 217                                     | Maxime Vantomme (BEL)            |                                  |
| Directeurs sportifs : Christophe Brandt |                                  |                                  |

| Verandas Willems-Crelan VWC           | Verandas Willems-Crelan VWC | Verandas Willems-Crelan VWC |
| ------------------------------------- | --------------------------- | --------------------------- |
| Num                                   | Coureur                     | Pos                         |
| 221                                   | Sean De Bie (BEL)           | AB-7                        |
| 222                                   | Dries De Bondt (BEL)        | AB-7                        |
| 223                                   | Stijn Devolder (BEL)        | AB-7                        |
| 224                                   | Aidis Kruopis (LTU)         | AB-6                        |
| 225                                   | Senne Leysen (BEL)          |                             |
| 226                                   | Stijn Steels (BEL)          | AB-7                        |
| 227                                   | Zico Waeytens (BEL)         |                             |
| Directeurs sportifs : Michiel Elijzen |                             |                             |